# NGC 6944
NGC 6944 is een elliptisch sterrenstelsel in het sterrenbeeld Dolfijn. Het hemelobject werd op 15 augustus 1863 ontdekt door de Duitse astronoom Albert Marth.

## Synoniemen
- MCG 1-52-17
- ZWG 399.25
- NPM1G +06.0514
- PGC 65117